# Cimetière protestant de Feriköy
Le cimetière protestant de Feriköy, en turc : Feriköy Protestan Mezarlığı, et officiellement en latin : Evangelicorum Commune Coemeterium, est un cimetière pour les chrétiens protestants situé à Istanbul, en Turquie. Le cimetière se trouve dans le quartier de Feriköy dans le quartier de Şişli, à près de 3 km  au nord de la place Taksim.
Le cimetière contient de nombreux styles différents de tombes, du XVIIe siècle à nos jours. Les pierres forment les derniers liens avec l'ancien cimetière franc du Grand Champs des Morts à Péra, qui a été détruit au cours du développement urbain au XIXe siècle.

## Histoire
Entre 1840 et 1910, la zone d'Istanbul s'étendant vers le nord de Taksim à Şişli est urbanisé. Les cartes d'Istanbul du début du XIXe siècle montrent qu'une grande partie de la zone est occupée par les cimetières non-musulmans, le Grand Champs des Morts. Le développement urbain de la capitale ottomane, conduit à la fermeture de la nécropole de renommée mondiale.
Déjà en 1842, ce cimetière est en train d'être réduit, comme l'atteste un récit contemporain du pasteur William Goodell. Il est l'un des fondateurs du American Board of Commissioners for Foreign Missions (Comité américain des commissaires pour les missions étrangères) auprès des Arméniens d'Istanbul. En 1841, il perd son fils de neuf ans, Constantine Washington, mort de la fièvre typhoïde, et l'enterre dans la section franque du Grand Champs des Morts. Extrait des mémoires du révérend William Goodell du 18 février 1842 : « En raison des empiètements sur le cimetière des Francs, j'ai dû enlever le corps de notre garçon bien-aimé. La tombe avait été creusée profondément et le cercueil était à peine humide. Tout était doux et immobile. La nouvelle tombe que nous avons préparée à quelques pas était aussi profonde et sèche ; et là nous avons déposé le corps, pour qu'il repose dans son lit tranquille jusqu'au matin de la résurrection. Enfant bien-aimé, adieu ! »
Dans les années 1850, le sultan Abdülmecid Ier ordonne la création du cimetière protestant de Feriköy à côté du Cimetière catholique de Pangaltı. En 1857, le gouvernement ottoman fait don du terrain aux principales puissances protestantes de l'époque, le Royaume-Uni, la Prusse, les États-Unis, les Pays-Bas, la Suède, la Norvège, le Danemark et la Ligue hanséatique, ainsi que le Grand-Duché d'Oldenbourg. Depuis lors, environ 5 000 personnes ont été enterrées ici. Le premier corps est enterré sur le nouveau site en novembre 1858, mais le cimetière n'est officiellement ouvert qu'au début de 1859.
En juillet 1863, les restes de plus d'une douzaine d'Américains, dont ceux de Constantine Washington Goodell, sont exhumés de l'ancien cimetière franc du Grand Champs des Morts et sont transférés, avec leurs pierres tombales, dans un nouveau cimetière protestant à Feriköy. Le terrain occupé par l'ancien cimetière est transformé en parc public, un projet finalement achevé six ans plus tard avec l'ouverture du parc Taksim Gezi en 1869.[réf. nécessaire]
À Istanbul, les membres des Églises réformées luthériennes et anglicanes ont accès au cimetière protestant de Feriköy. Les concessions funéraires sont distribuées par les consulats généraux d'Allemagne, du Royaume-Uni, des États-Unis, des Pays-Bas, de la Suède, de la Hongrie et de la Suisse. Ils s'échangent la tâche de gestion tous les deux ans.

## La section arménienne protestante
Bien que le cimetière ait été créé principalement pour les ressortissants étrangers, une section distincte dans le coin sud-ouest est réservée aux protestants turcs arméniens. Il est séparé par un mur du cimetière principal où reposent les protestants étrangers, les Arméniens étant considérés comme des sujets ottomans (millet). Dans cette petite section, il y a aussi quelques tombes appartenant à des Grecs, des Arabes, des Assyriens et des protestants turcs dont la plupart sont d'anciens musulmans convertis au protestantisme avec des épitaphes écrites parfois en cinq langues différentes.

## Sépultures notables
Il y a une tombe de guerre du Commonwealth, celle d'un officier de la British Army Intelligence Corps, décédé pendant la Seconde Guerre mondiale en 1945.
Quelques-uns des notables enterrés ici sont :
- Betty Carp (1895-1974), fonctionnaire de l'ambassade américaine et agent de renseignement ;
- William Nosworthy Churchill (1796–1846), journaliste britannique devenu rédacteur en chef du journal Ceride-i Havadis dans l'Empire ottoman ;
- Ernest Mamboury (1878–1953), érudit suisse réputé pour ses travaux sur les structures historiques des villes turques, en particulier sur l'art et l'architecture byzantins à Istanbul ;
- Paul Lange (1857–1919), dernier musicien de la cour ottomane, important chef d'orchestre et de chœur à Istanbul dans les années 1880–1919 ;
- Josephine Powell, exploratrice de Turquie et collectionneuse de tapis et kilims ;
- Hilary Sumner-Boyd et John Freely, co-auteurs de Stroliing Through Istanbul, l'un des premiers guide de la ville.

## Galerie

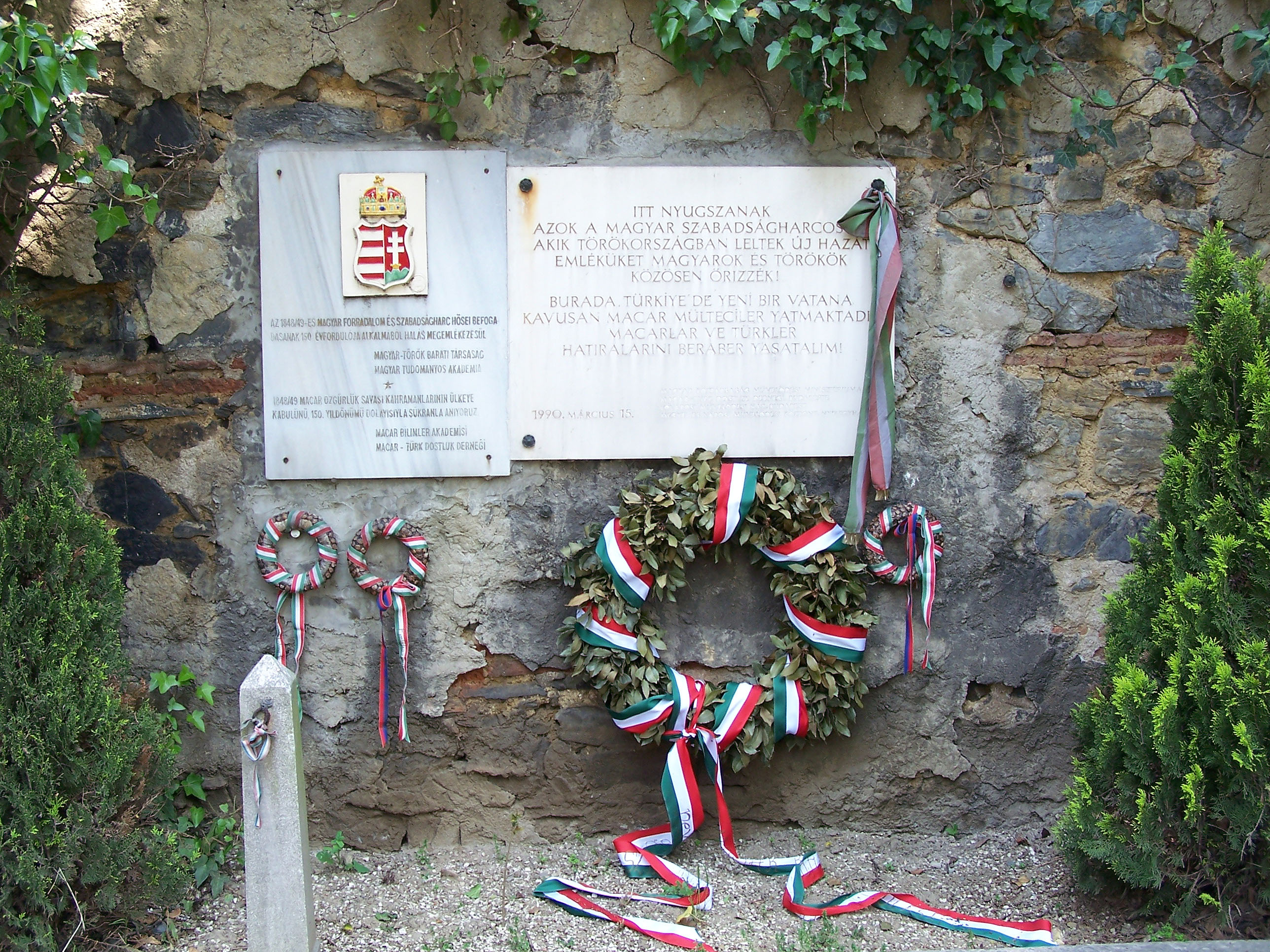
Mémorial aux combattants de la liberté hongrois de 1848-1849 au cimetière protestant d'Istanbul.
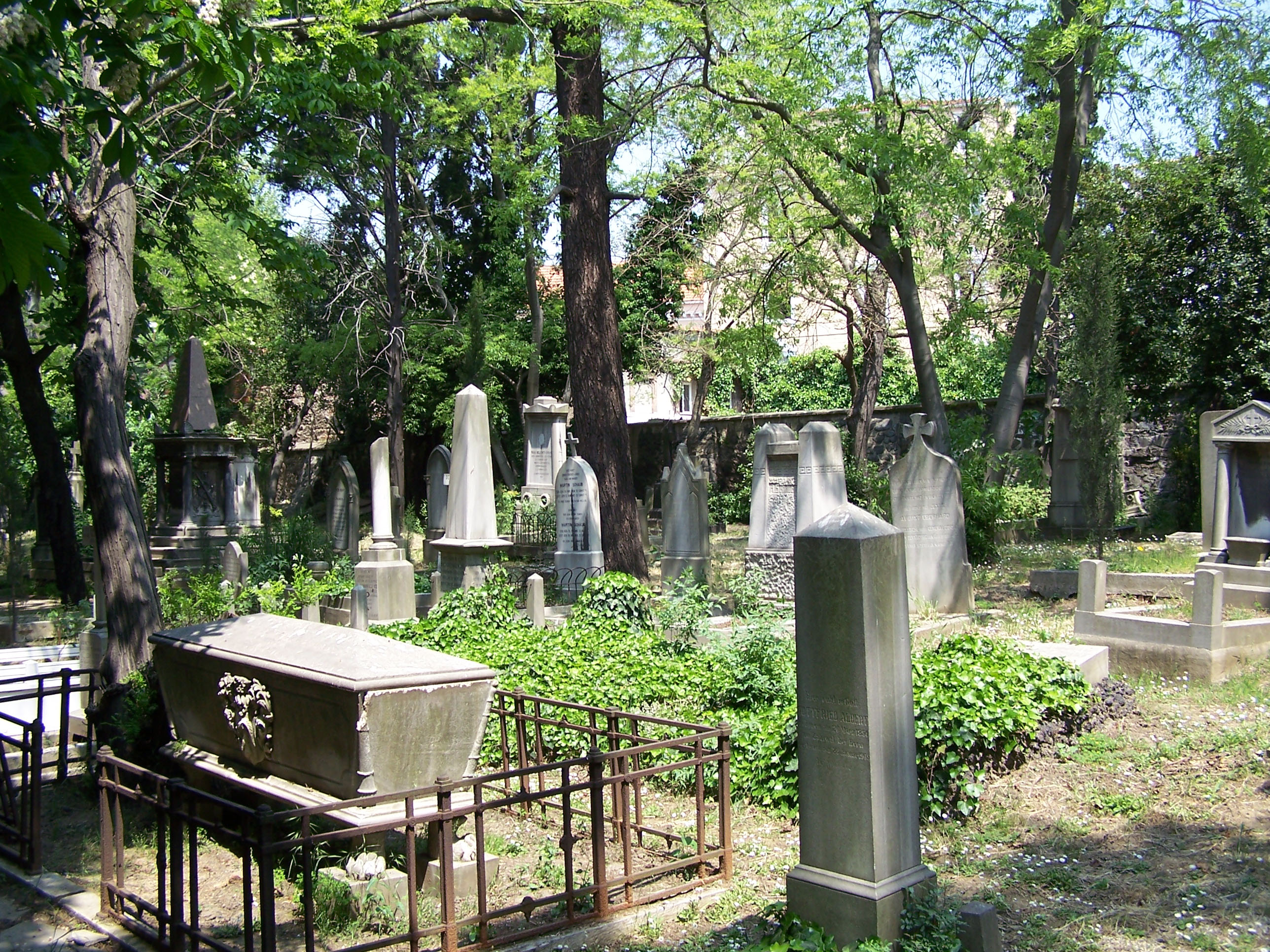
Cimetière protestant d'Istanbul.
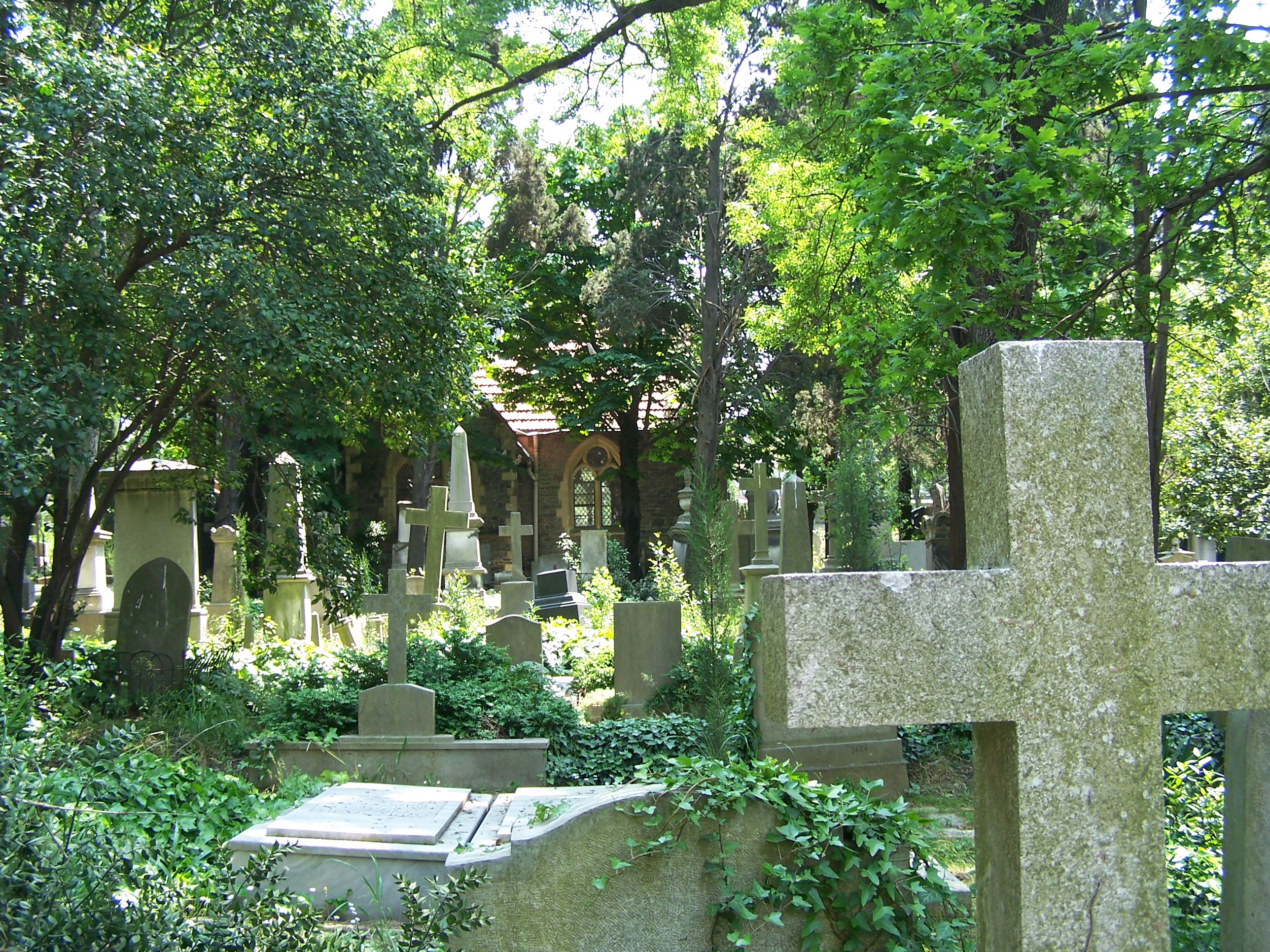
La chapelle funéraire.
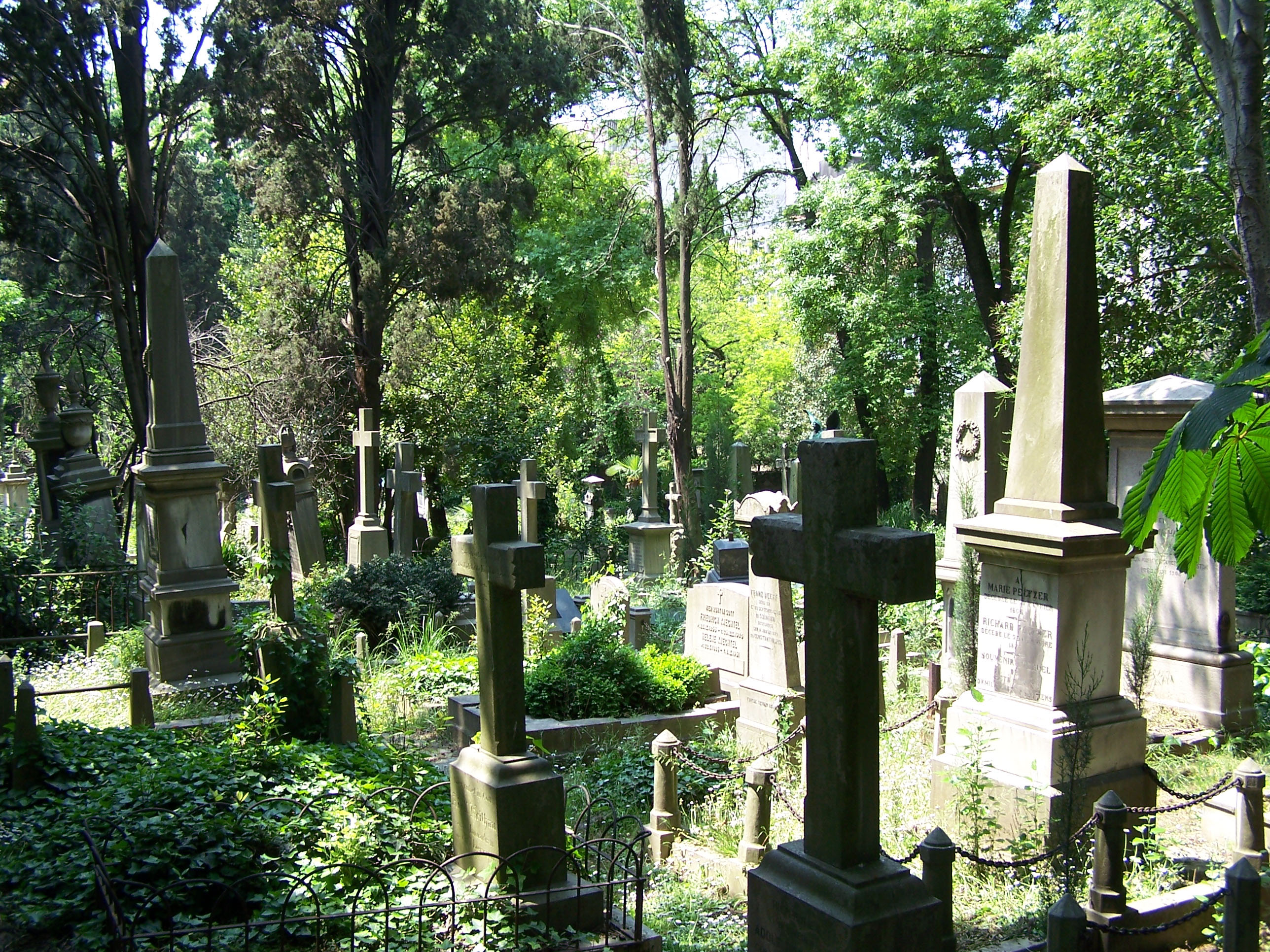
Vieilles tombes et pierres tombales.
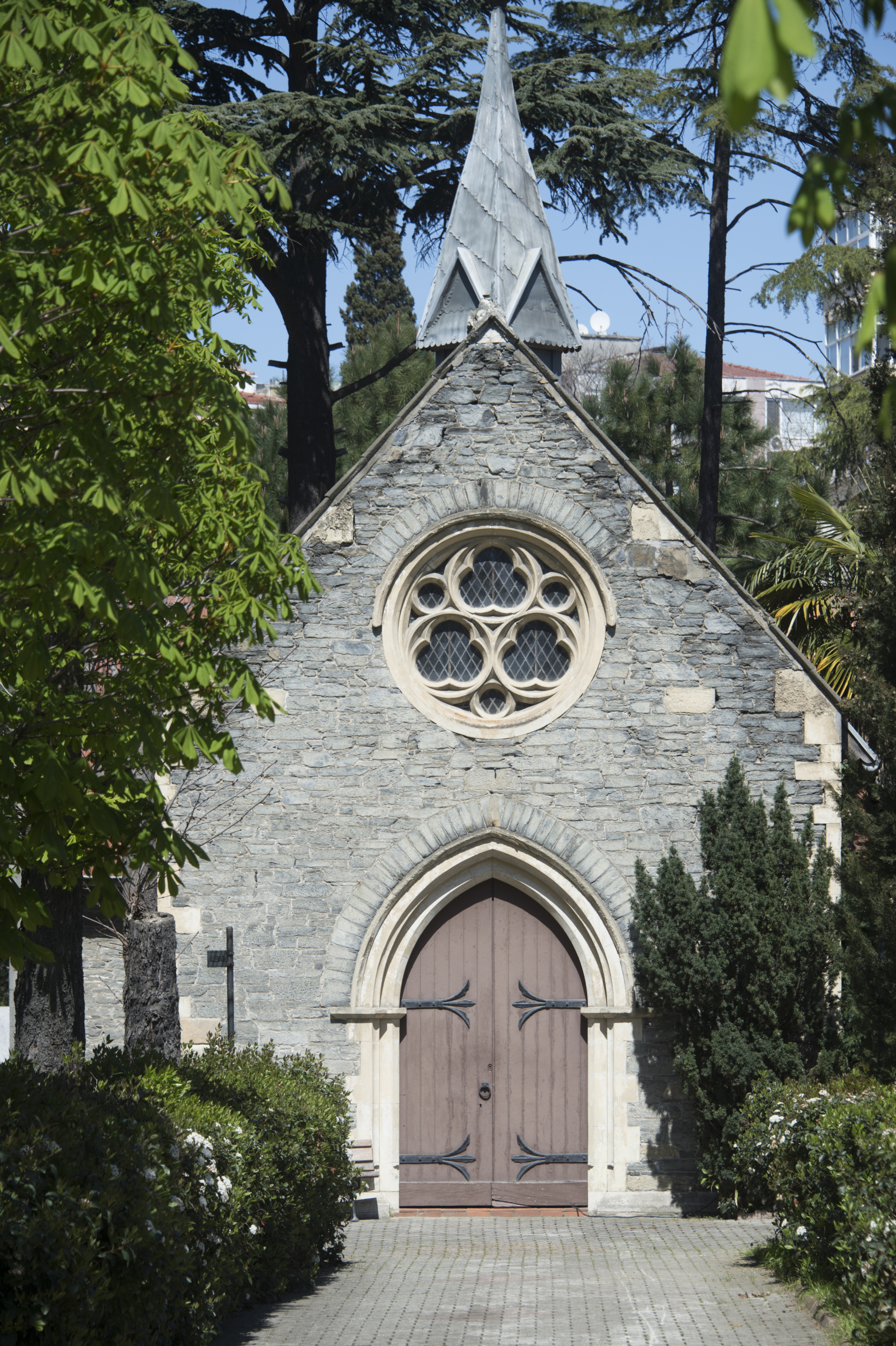
Chapelle du cimetière protestant de Feriköy.
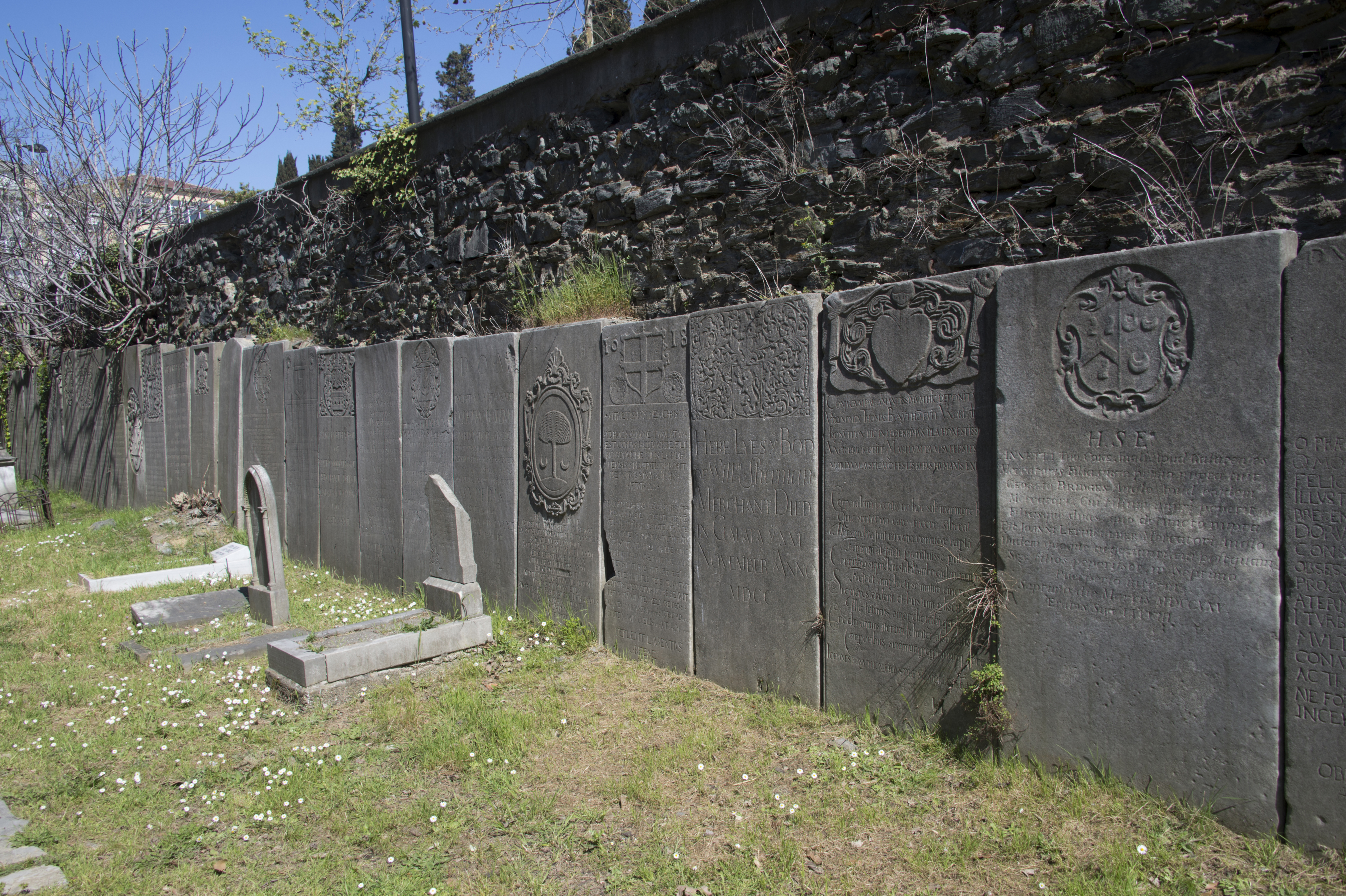
Pierres tombales anciennes.
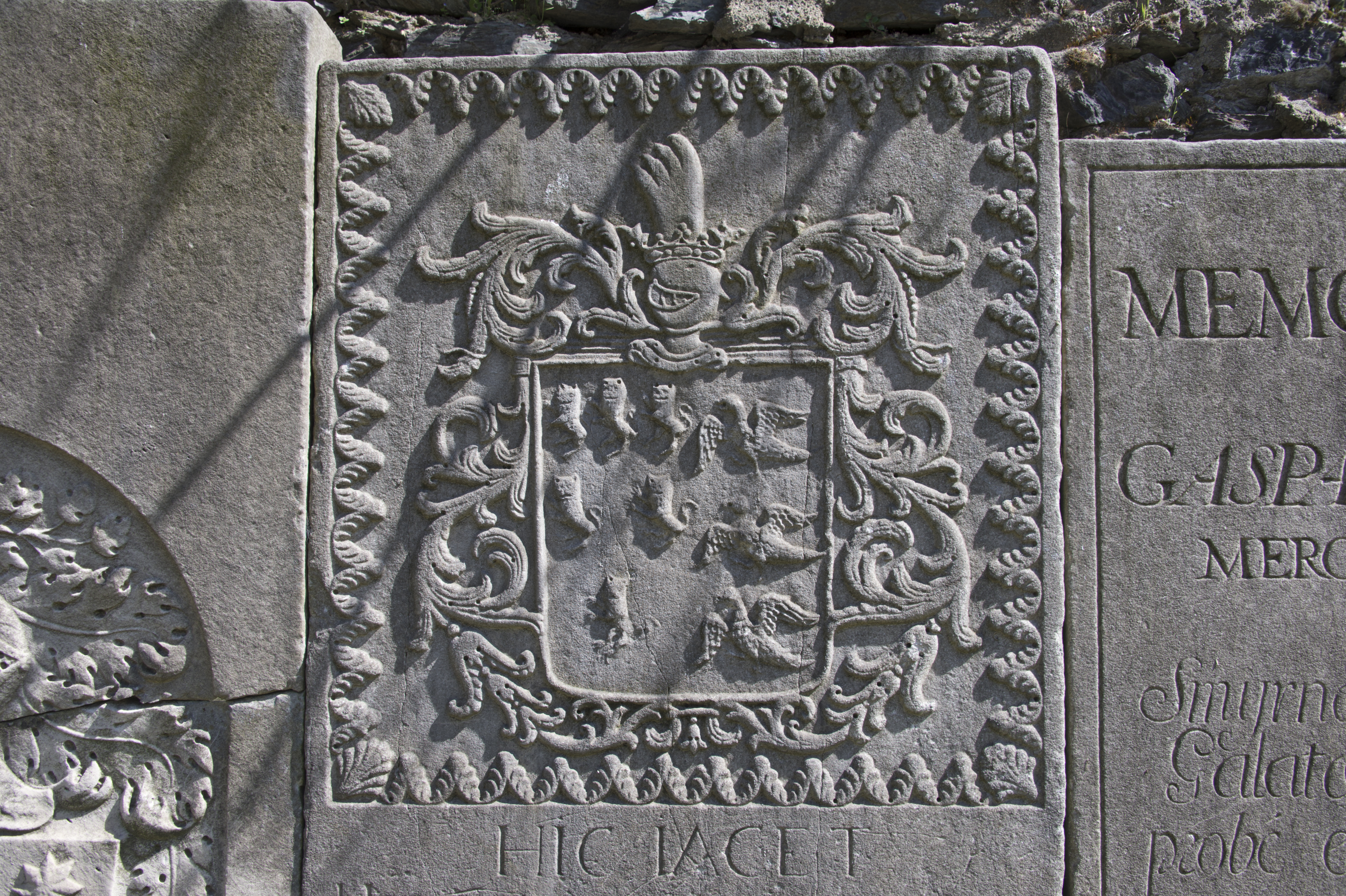
Ancienne pierre tombale du cimetière protestant de Feriköy.
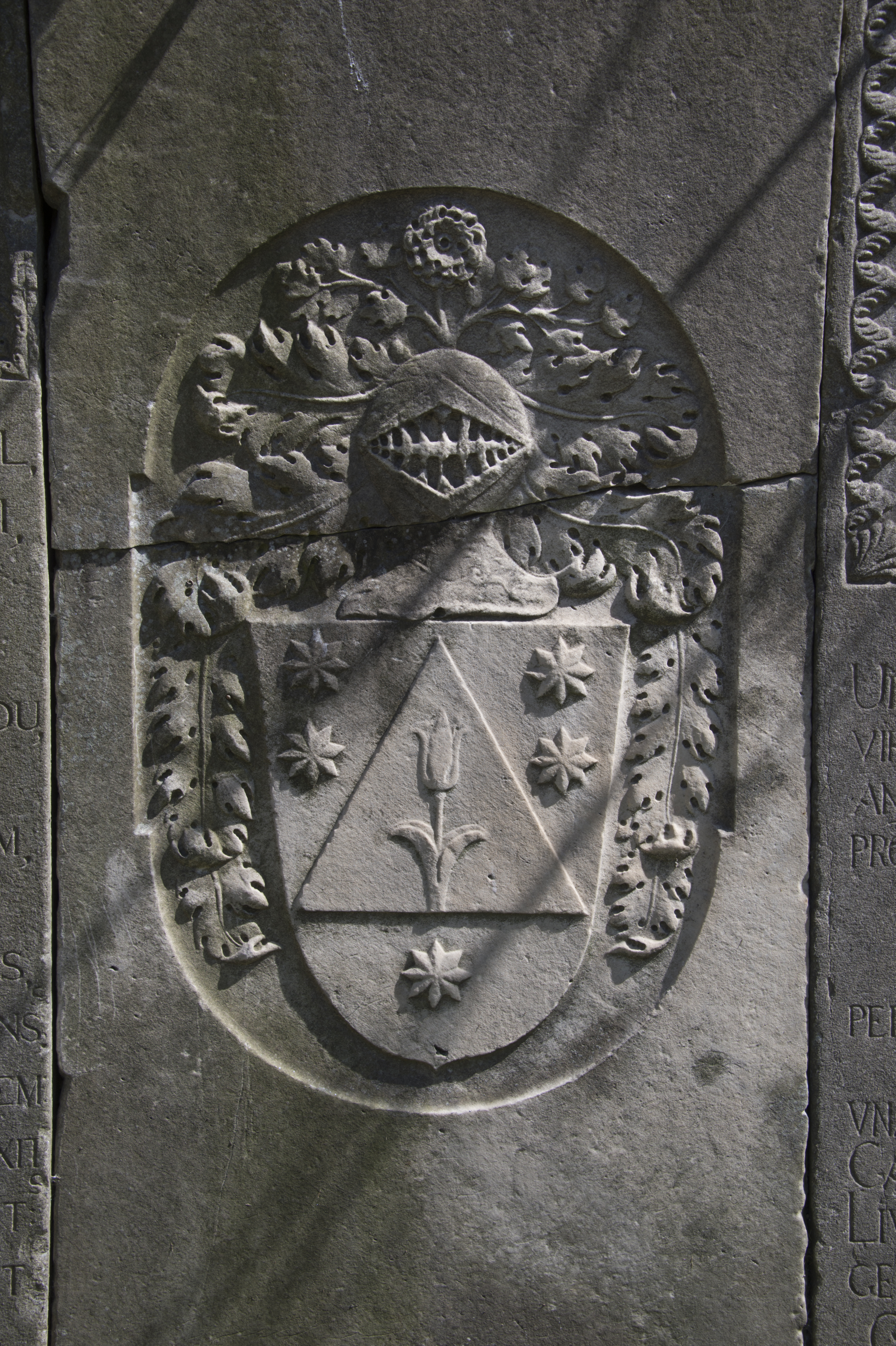
Ancienne pierre tombale du cimetière protestant de Feriköy.
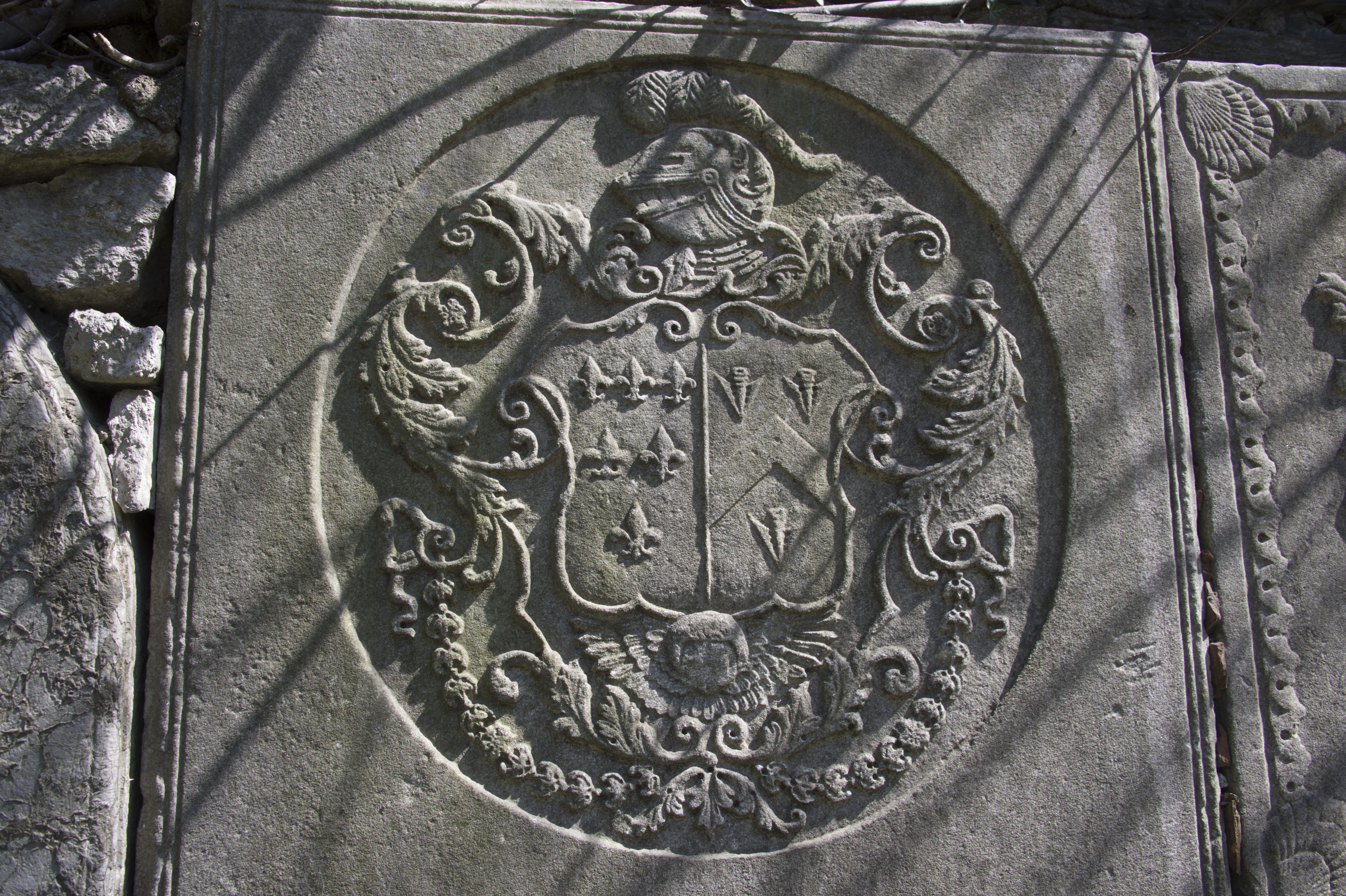
Ancienne pierre tombale du cimetière protestant de Feriköy.